# Estação Palmersville
Palmersville é uma estação da Linha Amarela do Tyne and Wear Metro, servindo a vila de Holystone e o subúrbio de Forest Hall, em North Tyneside, Condado Metropolitano de Tyne and Wear, Inglaterra. Juntou-se à rede em 19 de Março de 1986.

## História
A estação está situada no lado oposto da ponte entre Great Lime Road e a antiga antiga estação ferroviária de Benton Square, que funcionou apenas entre 1909 e 1915, quando foi fechada como parte de uma medida econômica durante a Primeira Guerra Mundial.
Em 2011, Palmersville foi a primeira da rede Tyne and Wear Metro a ser equipada com novas máquinas de bilhetes e validadores de smartcard, como parte do programa Metro: All Change. Foram instaladas 225 novas máquinas de venda de bilhetes, em 60 estações, entre 2011 e 2013.
A estação foi usada por 221.793 passageiros em 2017-18, tornando-se a terceira estação menos usada em North Tyneside, depois de Hadrian Road (141.431) e Percy Main (203.204).

## Instalações
O acesso sem degraus está disponível em todas as estações da rede Tyne and Wear Metro, com acesso em rampa para ambas as plataformas. A estação está equipada com máquinas de bilhetes, abrigo de espera, assentos, displays de informações sobre o próximo trem, cartazes de horários e um ponto de ajuda de emergência em ambas as plataformas. As máquinas de bilhetes podem aceitar pagamentos com cartão de crédito e débito (incluindo pagamento sem contato), notas e moedas. Palmersville também está equipada com validadores de smartcard, que estão presentes em todas as estações da rede.
Não há estacionamento exclusivo disponível na estação. Existe a possibilidade de estacionamento de bicicletas, com cinco ciclos disponíveis para uso.

## Serviços

Mapa geograficamente preciso do Tyne and Wear Metro (Green Line e Yellow Line)

A partir de abril de 2021, a estação passou a ser servida por até cinco trens por hora durante a semana e aos sábados, e até quatro trens por hora durante a noite e aos domingos. Serviços adicionais operam entre as estações Pelaw e Monkseaton nos horários de pico.
Material rodante: Class 994 Metrocar
|  |  |  |  |  |  |  |

|  |  |  |  |  |  |

| Zona C |
| Zona B |

|  |  |  |  |  |  |

|  |  |  |  |  |  |

|  |  |  |  |

|  |  |  |  |

| Zona C |
| Zona B |

|  |  |  |  |

|  |  |  |  |

|  |  |  |  |

| Zona B |
| Zona A |

|  |  |  |  |  |  |  |

|  |  |  |  |  |

| Zona B |
| Zona A |

|  |  |  |  |  |

|  |  |  |  |  |

|  |  |  |  |  |

|  |  |  |  |  |

|  |  |  |  |  |  |  |

|  |  |  |  |  |  |

|  |  |  |

|  |  |  |

| Zona A |
| Zona B |

|  |  |  |

|  |  |  |

|  |  |  |  |  |

|  |  |  |  |

|  |  |

|  |  |

| Zona B |
| Zona C |

|  |  |

|  |  |

|  |  |

|  |  |

|  |  |

|  |  |

|  |

|  |

|  |

|  |

|  |

|  |

|  |

|  |  |  |  |  |  |  |

|  |  |  |  |  |  |

| Zona C |
| Zona B |

|  |  |  |  |  |  |

|  |  |  |  |  |  |

|  |  |  |  |

|  |  |  |  |

| Zona C |
| Zona B |

|  |  |  |  |

|  |  |  |  |

|  |  |  |  |

| Zona B |
| Zona A |

|  |  |  |  |  |  |  |

|  |  |  |  |  |

| Zona B |
| Zona A |

|  |  |  |  |  |

|  |  |  |  |  |

|  |  |  |  |  |

|  |  |  |  |  |

|  |  |  |  |  |  |  |

|  |  |  |  |  |  |

|  |  |  |

|  |  |  |

| Zona A |
| Zona B |

|  |  |  |

|  |  |  |

|  |  |  |  |  |

|  |  |  |  |

|  |  |

|  |  |

| Zona B |
| Zona C |

|  |  |

|  |  |

|  |  |

|  |  |

|  |  |

|  |  |

|  |

|  |

|  |

|  |

|  |

|  |

|  |